# Паттерсон, Дэвид (историк)
Дэвид Паттерсон (англ. David Patterson, род. 30 сентября 1948) — американский историк, профессор Центра Акермана по изучению Холокоста при Техасском университете в Далласе. Области специализации Паттерсона: Холокост, еврейская мысль, антисемитизм и Израиль. Он является почётным профессором кафедры изучения Холокоста имени Гиллеля А. Файнберга. Паттерсон является автором исследования мемуарной литературы о Холокосте и утверждает, что чтение свидетельств от первого лица имеет свою функцию: читатель «должен стать не интерпретатором текстов, а восстановителем мира, частью процесса восстановления, которого требует эта память».

## Труды
- Fire in the Ashes: God, Evil, And the Holocaust :  [англ.]. — University of Washington Press, 2005. — ISBN 978-0-295-98547-3.[6]
- Patterson, David. A Genealogy of Evil: Anti-Semitism from Nazism to Islamic Jihad :  [англ.]. — Cambridge University Press, 2010. — ISBN 978-1-139-49243-0.[7]
- Patterson, David. Open Wounds: The Crisis of Jewish Thought in the Aftermath of the Holocaust :  [англ.]. — University of Washington Press, 2012. — ISBN 978-0-295-80316-6.[8][9]
- Patterson, David. Genocide in Jewish Thought :  [англ.]. — Cambridge University Press, 2012. — ISBN 978-1-107-01104-5.[10][11]
- Patterson, David. The Shriek of Silence: A Phenomenology of the Holocaust Novel :  [англ.]. — University Press of Kentucky, 2014. — ISBN 978-0-8131-6149-5.
- Patterson, David. Anti-Semitism and its Metaphysical Origins :  [англ.]. — Cambridge University Press, 2015. — ISBN 978-1-316-23999-5.[12][13]